# Kanton Joué-les-Tours
 Joué-lès-Tours    is een kanton van het Franse departement Indre-et-Loire. Het kanton maakt deel uit van het arrondissement Tours. In 2020 telde het 38.750 inwoners.
Het kanton werd gevormd ingevolge het decreet van 18 februari 2014 met uitwerking op 22 maart 2015 door samenvoeging van de opgeheven kantons Joué-lès-Tours-Nord en Joué-lès-Tours-Sud.

## Gemeenten
Het kanton omvat enkel de gemeente  Joué-lès-Tours.